# Eleições presidenciais portuguesas de 2001 no distrito de Faro
| Eleições presidenciais portuguesas de 2001 Distritos: Aveiro \| Beja \| Braga \| Bragança \| Castelo Branco \| Coimbra \| Évora \| Faro \| Guarda \| Leiria \| Lisboa \| Portalegre \| Porto \| Santarém \| Setúbal \| Viana do Castelo \| Vila Real \| Viseu \| Açores \| Madeira \| Estrangeiro |

## Resultados por Concelho
Os resultados nos concelhos do Distrito de Faro foram os seguintes:

### Albufeira
| Candidato               | Candidato                  | Votos  | %               |
| ----------------------- | -------------------------- | ------ | --------------- |
|                         | Jorge Sampaio              | 5 386  | 55,93 / 100,00  |
|                         | Joaquim Ferreira do Amaral | 3 403  | 35,34 / 100,00  |
|                         | Fernando Rosas             | 336    | 3,49 / 100,00   |
|                         | António Abreu              | 321    | 3,33 / 100,00   |
|                         | António Garcia Pereira     | 184    | 1,91 / 100,00   |
| Votos Inválidos         | Votos Inválidos            | 321    | 3,23 / 100,00   |
| Total                   | Total                      | 9 951  | 100,00 / 100,00 |
| Eleitorado/Participação | Eleitorado/Participação    | 21 576 | 46,12 / 100,00  |

### Alcoutim
| Candidato               | Candidato                  | Votos | %               |
| ----------------------- | -------------------------- | ----- | --------------- |
|                         | Jorge Sampaio              | 1 029 | 58,00 / 100,00  |
|                         | Joaquim Ferreira do Amaral | 603   | 33,99 / 100,00  |
|                         | António Abreu              | 59    | 3,33 / 100,00   |
|                         | Fernando Rosas             | 45    | 2,54 / 100,00   |
|                         | António Garcia Pereira     | 38    | 2,14 / 100,00   |
| Votos Inválidos         | Votos Inválidos            | 43    | 2,37 / 100,00   |
| Total                   | Total                      | 1 817 | 100,00 / 100,00 |
| Eleitorado/Participação | Eleitorado/Participação    | 3 795 | 47,88 / 100,00  |

### Aljezur
| Candidato               | Candidato                  | Votos | %               |
| ----------------------- | -------------------------- | ----- | --------------- |
|                         | Jorge Sampaio              | 1 571 | 67,34 / 100,00  |
|                         | Joaquim Ferreira do Amaral | 479   | 20,53 / 100,00  |
|                         | António Abreu              | 163   | 6,99 / 100,00   |
|                         | Fernando Rosas             | 76    | 3,26 / 100,00   |
|                         | António Garcia Pereira     | 44    | 1,89 / 100,00   |
| Votos Inválidos         | Votos Inválidos            | 70    | 2,91 / 100,00   |
| Total                   | Total                      | 2 403 | 100,00 / 100,00 |
| Eleitorado/Participação | Eleitorado/Participação    | 4 675 | 51,40 / 100,00  |

### Castro Marim
| Candidato               | Candidato                  | Votos | %               |
| ----------------------- | -------------------------- | ----- | --------------- |
|                         | Jorge Sampaio              | 1 980 | 67,51 / 100,00  |
|                         | Joaquim Ferreira do Amaral | 736   | 25,09 / 100,00  |
|                         | Fernando Rosas             | 95    | 3,24 / 100,00   |
|                         | António Abreu              | 81    | 2,76 / 100,00   |
|                         | António Garcia Pereira     | 41    | 1,40 / 100,00   |
| Votos Inválidos         | Votos Inválidos            | 114   | 3,74 / 100,00   |
| Total                   | Total                      | 3 047 | 100,00 / 100,00 |
| Eleitorado/Participação | Eleitorado/Participação    | 5 913 | 51,53 / 100,00  |

### Faro
| Candidato               | Candidato                  | Votos  | %               |
| ----------------------- | -------------------------- | ------ | --------------- |
|                         | Jorge Sampaio              | 12 477 | 57,00 / 100,00  |
|                         | Joaquim Ferreira do Amaral | 6 960  | 31,79 / 100,00  |
|                         | António Abreu              | 1 037  | 4,74 / 100,00   |
|                         | Fernando Rosas             | 951    | 4,34 / 100,00   |
|                         | António Garcia Pereira     | 466    | 2,13 / 100,00   |
| Votos Inválidos         | Votos Inválidos            | 793    | 3,50 / 100,00   |
| Total                   | Total                      | 22 684 | 100,00 / 100,00 |
| Eleitorado/Participação | Eleitorado/Participação    | 47 828 | 47,43 / 100,00  |

### Lagoa
| Candidato               | Candidato                  | Votos  | %               |
| ----------------------- | -------------------------- | ------ | --------------- |
|                         | Jorge Sampaio              | 4 433  | 60,81 / 100,00  |
|                         | Joaquim Ferreira do Amaral | 2 219  | 30,44 / 100,00  |
|                         | Fernando Rosas             | 256    | 3,51 / 100,00   |
|                         | António Abreu              | 253    | 3,47 / 100,00   |
|                         | António Garcia Pereira     | 129    | 1,77 / 100,00   |
| Votos Inválidos         | Votos Inválidos            | 240    | 3,15 / 100,00   |
| Total                   | Total                      | 7 527  | 100,00 / 100,00 |
| Eleitorado/Participação | Eleitorado/Participação    | 14 911 | 50,48 / 100,00  |

### Lagos
| Candidato               | Candidato                  | Votos  | %               |
| ----------------------- | -------------------------- | ------ | --------------- |
|                         | Jorge Sampaio              | 6 973  | 67,90 / 100,00  |
|                         | Joaquim Ferreira do Amaral | 2 332  | 22,71 / 100,00  |
|                         | António Abreu              | 430    | 4,19 / 100,00   |
|                         | Fernando Rosas             | 356    | 3,47 / 100,00   |
|                         | António Garcia Pereira     | 179    | 1,74 / 100,00   |
| Votos Inválidos         | Votos Inválidos            | 325    | 3,06 / 100,00   |
| Total                   | Total                      | 10 595 | 100,00 / 100,00 |
| Eleitorado/Participação | Eleitorado/Participação    | 20 046 | 52,85 / 100,00  |

### Loulé
| Candidato               | Candidato                  | Votos  | %               |
| ----------------------- | -------------------------- | ------ | --------------- |
|                         | Jorge Sampaio              | 10 763 | 52,61 / 100,00  |
|                         | Joaquim Ferreira do Amaral | 8 051  | 39,36 / 100,00  |
|                         | Fernando Rosas             | 720    | 3,52 / 100,00   |
|                         | António Abreu              | 544    | 2,66 / 100,00   |
|                         | António Garcia Pereira     | 379    | 1,85 / 100,00   |
| Votos Inválidos         | Votos Inválidos            | 777    | 3,66 / 100,00   |
| Total                   | Total                      | 21 234 | 100,00 / 100,00 |
| Eleitorado/Participação | Eleitorado/Participação    | 47 329 | 44,86 / 100,00  |

### Monchique
| Candidato               | Candidato                  | Votos | %               |
| ----------------------- | -------------------------- | ----- | --------------- |
|                         | Jorge Sampaio              | 2 020 | 57,93 / 100,00  |
|                         | Joaquim Ferreira do Amaral | 1 093 | 31,34 / 100,00  |
|                         | António Abreu              | 175   | 5,02 / 100,00   |
|                         | Fernando Rosas             | 146   | 4,19 / 100,00   |
|                         | António Garcia Pereira     | 53    | 1,52 / 100,00   |
| Votos Inválidos         | Votos Inválidos            | 154   | 4,23 / 100,00   |
| Total                   | Total                      | 3 641 | 100,00 / 100,00 |
| Eleitorado/Participação | Eleitorado/Participação    | 6 464 | 56,33 / 100,00  |

### Olhão
| Candidato               | Candidato                  | Votos  | %               |
| ----------------------- | -------------------------- | ------ | --------------- |
|                         | Jorge Sampaio              | 7 720  | 59,01 / 100,00  |
|                         | Joaquim Ferreira do Amaral | 3 949  | 30,18 / 100,00  |
|                         | António Abreu              | 614    | 4,69 / 100,00   |
|                         | Fernando Rosas             | 472    | 3,61 / 100,00   |
|                         | António Garcia Pereira     | 328    | 2,51 / 100,00   |
| Votos Inválidos         | Votos Inválidos            | 466    | 3,44 / 100,00   |
| Total                   | Total                      | 13 549 | 100,00 / 100,00 |
| Eleitorado/Participação | Eleitorado/Participação    | 31 846 | 42,55 / 100,00  |

### Portimão
| Candidato               | Candidato                  | Votos  | %               |
| ----------------------- | -------------------------- | ------ | --------------- |
|                         | Jorge Sampaio              | 11 098 | 60,86 / 100,00  |
|                         | Joaquim Ferreira do Amaral | 5 174  | 28,38 / 100,00  |
|                         | António Abreu              | 823    | 4,51 / 100,00   |
|                         | Fernando Rosas             | 755    | 4,14 / 100,00   |
|                         | António Garcia Pereira     | 384    | 2,11 / 100,00   |
| Votos Inválidos         | Votos Inválidos            | 659    | 3,49 / 100,00   |
| Total                   | Total                      | 18 893 | 100,00 / 100,00 |
| Eleitorado/Participação | Eleitorado/Participação    | 37 828 | 49,94 / 100,00  |

### São Brás de Alportel
| Candidato               | Candidato                  | Votos | %               |
| ----------------------- | -------------------------- | ----- | --------------- |
|                         | Jorge Sampaio              | 1 972 | 56,63 / 100,00  |
|                         | Joaquim Ferreira do Amaral | 1 199 | 34,43 / 100,00  |
|                         | António Abreu              | 134   | 3,85 / 100,00   |
|                         | Fernando Rosas             | 116   | 3,33 / 100,00   |
|                         | António Garcia Pereira     | 61    | 1,75 / 100,00   |
| Votos Inválidos         | Votos Inválidos            | 162   | 4,45 / 100,00   |
| Total                   | Total                      | 3 644 | 100,00 / 100,00 |
| Eleitorado/Participação | Eleitorado/Participação    | 7 606 | 47,91 / 100,00  |

### Silves
| Candidato               | Candidato                  | Votos  | %               |
| ----------------------- | -------------------------- | ------ | --------------- |
|                         | Jorge Sampaio              | 7 590  | 60,99 / 100,00  |
|                         | Joaquim Ferreira do Amaral | 3 420  | 27,48 / 100,00  |
|                         | António Abreu              | 790    | 6,35 / 100,00   |
|                         | Fernando Rosas             | 454    | 3,65 / 100,00   |
|                         | António Garcia Pereira     | 190    | 1,53 / 100,00   |
| Votos Inválidos         | Votos Inválidos            | 484    | 3,74 / 100,00   |
| Total                   | Total                      | 12 928 | 100,00 / 100,00 |
| Eleitorado/Participação | Eleitorado/Participação    | 27 562 | 46,91 / 100,00  |

### Tavira
| Candidato               | Candidato                  | Votos  | %               |
| ----------------------- | -------------------------- | ------ | --------------- |
|                         | Jorge Sampaio              | 5 868  | 60,04 / 100,00  |
|                         | Joaquim Ferreira do Amaral | 3 011  | 30,81 / 100,00  |
|                         | Fernando Rosas             | 346    | 3,54 / 100,00   |
|                         | António Abreu              | 328    | 3,36 / 100,00   |
|                         | António Garcia Pereira     | 220    | 2,25 / 100,00   |
| Votos Inválidos         | Votos Inválidos            | 373    | 3,68 / 100,00   |
| Total                   | Total                      | 10 146 | 100,00 / 100,00 |
| Eleitorado/Participação | Eleitorado/Participação    | 20 945 | 48,44 / 100,00  |

### Vila do Bispo
| Candidato               | Candidato                  | Votos | %               |
| ----------------------- | -------------------------- | ----- | --------------- |
|                         | Jorge Sampaio              | 1 544 | 70,47 / 100,00  |
|                         | Joaquim Ferreira do Amaral | 462   | 21,09 / 100,00  |
|                         | António Abreu              | 80    | 3,65 / 100,00   |
|                         | Fernando Rosas             | 77    | 3,51 / 100,00   |
|                         | António Garcia Pereira     | 28    | 1,28 / 100,00   |
| Votos Inválidos         | Votos Inválidos            | 54    | 2,40 / 100,00   |
| Total                   | Total                      | 2 245 | 100,00 / 100,00 |
| Eleitorado/Participação | Eleitorado/Participação    | 4 341 | 51,72 / 100,00  |

### Vila Real de Santo António
| Candidato               | Candidato                  | Votos  | %               |
| ----------------------- | -------------------------- | ------ | --------------- |
|                         | Jorge Sampaio              | 4 059  | 64,17 / 100,00  |
|                         | Joaquim Ferreira do Amaral | 1 380  | 21,82 / 100,00  |
|                         | António Abreu              | 583    | 9,22 / 100,00   |
|                         | Fernando Rosas             | 193    | 3,05 / 100,00   |
|                         | António Garcia Pereira     | 110    | 1,74 / 100,00   |
| Votos Inválidos         | Votos Inválidos            | 177    | 2,72 / 100,00   |
| Total                   | Total                      | 6 502  | 100,00 / 100,00 |
| Eleitorado/Participação | Eleitorado/Participação    | 14 975 | 43,42 / 100,00  |